# Rue des Tables-Claudiennes
La rue des Tables-Claudiennes est une voie publique du quartier des pentes de la Croix-Rousse, dans le 1er arrondissement de Lyon, en France.

## Description

### Généralités

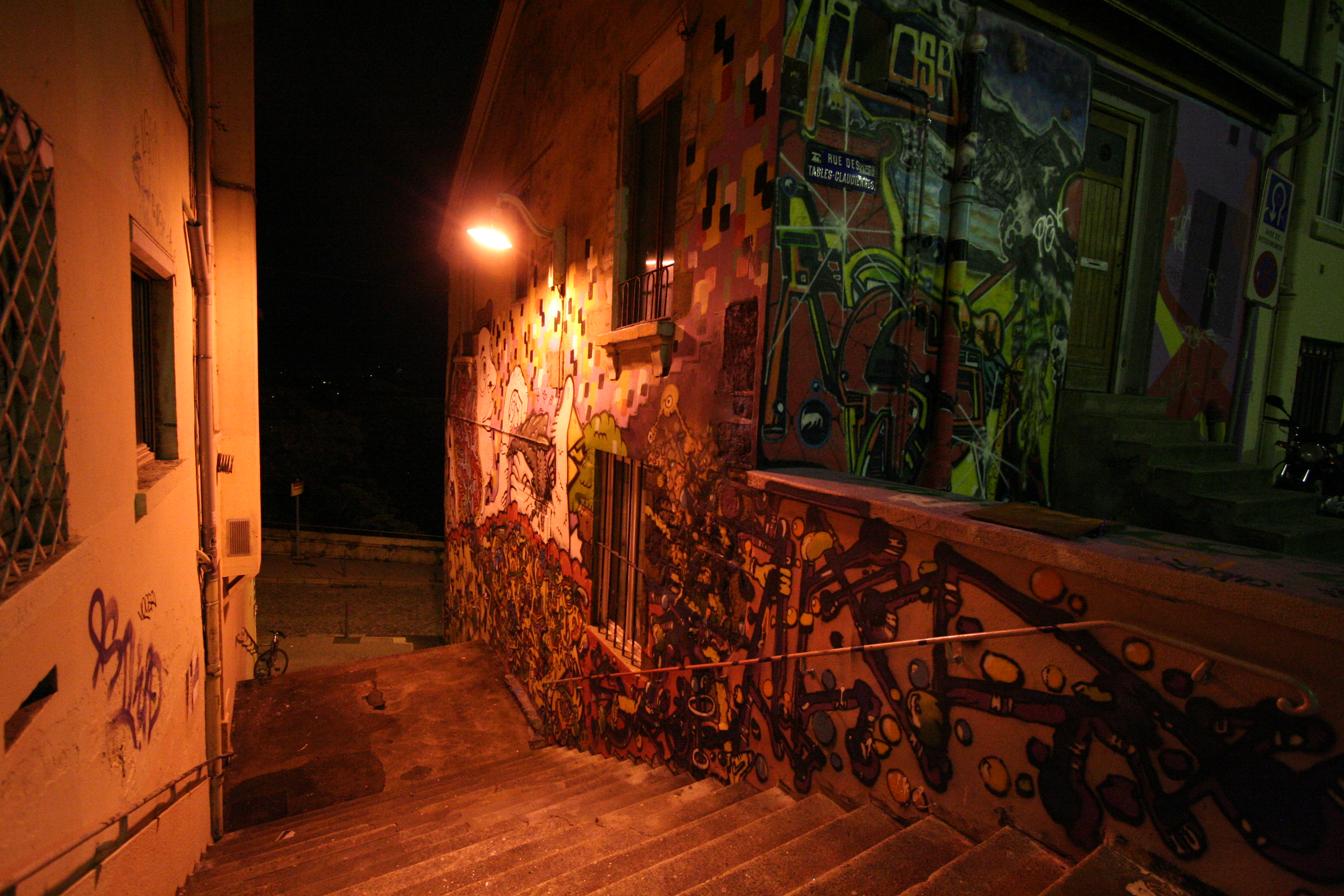
La rue, bien qu'ouverte à la circulation automobile sur toute sa longueur, n'est accessible de la montée Saint-Sébastien que par un escalier. Les murs de cet escalier sont régulièrement couverts d'affiches ou de fresques picturales.

Parallèle à la rue Imbert-Colomès en amont et la rue Burdeau en aval, elle démarre de la rue Lucien-Sportisse et de la montée des Carmélites, au niveau du Jardin des Plantes, et se termine montée Saint-Sébastien.

### Voies adjacentes
Outre ses rues tenantes et aboutissantes, elle est rejointe ou traversée respectivement, d'ouest en est, par les voies suivantes :
- montée de la Grande-Côte ;
- rue Capponi ;
- rue Pouteau ;
- place Chardonnet ;
- rue Camille-Jordan ;
- rue Chappet.

Le tunnel de l'ancien funiculaire de la rue Terme passe sous la rue.

### Sites particuliers
S'y trouvent l'ancienne école des Beaux-Arts de Lyon, et l'amphithéâtre des Trois Gaules.
Une traboule, dont l'une des entrées se situe au no 55, permet d'accéder au no 20 la rue Imbert-Colomès.

## Origine du nom
La rue doit son nom actuel à la Table Claudienne, plaque de bronze sur laquelle est gravée un discours prononcé par l'empereur Claude, en 48, devant le Sénat romain, dont deux fragments ont été trouvés en 1528 sur un terrain de la colline Saint-Sébastien (pentes de la Croix-Rousse, à proximité de la rue actuelle). Elles sont aujourd'hui conservées à Lugdunum (musée gallo-romain de Fourvière).

## Histoire
La rue a été construite en plusieurs temps, certaines des sections de la rue ne portant à l'origine pas le nom des Tables-Claudiennes.
La partie à l'Ouest de la montée Saint-Sébastien est, au début du XIXe siècle, une parcelle de vigne du nom de « clos des Oratoriens », qui est la propriété du mécanicien Jean-Antoine Breton, perfectionneur du métier Jacquard. Les pentes sont alors principalement utilisées pour le maraîchage et la vigne, mais l'essor de la soie à Lyon transforme et urbanise cette partie de la Croix-Rousse. Une partie de ce terrain viticole lui est achetée en 1821 par les frères Donzel, qui entreprennent de percer, perpendiculairement à la côte Saint-Sébastien, la rue Imbert-Colomès, la rue des Tables-Claudiennes, et perpendiculairement à celle-ci la rue Chappet.